# 克里沃伊布赞村委员会
克里沃伊布赞村委员会（俄语：Кривобузанский сельсовет）是俄罗斯联邦阿斯特拉罕州克拉斯内亚尔区所属的一个村委员会。其下辖有4个居民点，行政中心为克里沃伊布赞。据2015年统计，该村委员会的人口为1810人。